# Tým SEAL
Tým SEAL (v anglickém originále SEAL Team) je americký dramatický televizní seriál, pocházející od tvůrce Benjamina Cavella. Vysílá jej stanice CBS od 27. září 2017. Seriál sleduje elitní jednotku příslušníků Navy SEALs, které hrají David Boreanaz, Max Thieriot, Jessica Paré, Neil Brown Jr., A. J. Buckley a Toni Trucks. Pilotní díl byl objednán stanicí CBS v lednu roku 2017 a první řadu objednala v květnu. 12. října 2017 bylo oznámeno, že první řada dostane 22 dílů. Dne 27. března 2018 bylo oznámeno, že seriál získal druhou řadu. Ta měla premiéru dne 3. října 2018.
Dne 9. května 2019 byla stanicí CBS objednána třetí řada, která bude mít premiéru dne 2. října 2019. Čtvrtá řada byla objednána v květnu roku 2020, ta měla premiéru dne 2. prosince 2020.

## Obsazení

### Hlavní role
- David Boreanaz jako Jason Hayes, vedoucí poddůstojník jednotky Navy SEALs, který se vypořádává se ztrátou jednoho kamaráda ze svých řad
- Max Thieriot jako Clay Spenser, nejnovější člen týmu
- Jessica Paré jako Mandy Ellis
- Neil Brown Jr. jako Ray Perry, Jasonov nejlepší kamarád
- A. J. Buckley jako Sonny Quinn
- Toni Trucks jako Lisa Davis
- Judd Lormand jako Eric Blackburn (vedlejší role – 1. řada, od 2. řady)

### Vedlejší role
- Alona Tal jako Stella Spenser, Clayova manželka
- Parisa Fakhri jako Naima Perry, Rayova manželka
- Tyler Grey jako Trent, člen Bravo týmu.
- Justin Melnick jako operátor Brock, člen Bravo týmu.
- C. Thomas Howell jako Ashland „Ash“ Spenser, spisovatel, bývalý člen SEALu, otec Claye, tchán Stelly
- Kerri Medders jako Emma Hayes, Jasonova dcera
- Ammon Jacob Ford jako Michael Hayes, Jasonův a Alanin syn
- Sharif Atkins jako Beau Fuller (1. řada)
- Daniel Briggs jako operátor Derek Young (1. řada)
- Steve Howey jako Danny Cooper, bývalý člen SEALu (1. řada)
- Darren Petttie jako Paul Mulwray (1. řada)
- Dawn Olivieri jako Amy Nelson (1. řada)
- Jonathan Cake jako Alan Cutter (1. řada)
- David DeSantos jako Tim Belding (1. řada)
- Marsha Thomason jako seržant Vanessa Ryan (1. řada)
- Ruffin Prentiss jako Summer Kairos (2. řada)
- Michael McGrady jako kapitán Harrington (2. řada)
- Mirelly Taylor jako Rita Alfaro (2. řada)
- Felix Solis jako poručík Martinez (2. řada)
- Bobby Daniel Rodriguez jako Lopez (2. řada)
- Tony Curran jako Brett Swann (2. řada)
- Michaela McManus jako Alana Hayes, Jasonova manželka (1.–2. řada)
- Michael Irby jako Adam Siever (1.–2. řada)
- Jamie McShane jako kapitán Lindell (3. řada)
- Rudy Dobrev jako Filip (3. řada)
- Emily Swallow jako Dr. Natalie Pierce (3. řada)

## Vysílání
| Řada | Díly | Premiéra v USA   | Premiéra v USA     | Premiéra v ČR (AXN) | Premiéra v ČR (AXN) |
| Řada | Díly | První díl        | Poslední díl       | První díl           | Poslední díl        |
| ---- | ---- | ---------------- | ------------------ | ------------------- | ------------------- |
| 1    | 22   | 27. září 2017    | 16. května 2018    | 23. dubna 2018      | 17. září 2018       |
| 2    | 22   | 3. října 2018    | 22. května 2019    | 25. března 2019     | 19. srpna 2019      |
| 3    | 20   | 2. října 2019    | 6. května 2020     | 7. dubna 2020       | 15. prosince 2020   |
| 4    | 16   | 2. prosince 2020 | 26. května 2021    | 12. dubna 2021      | 26. července 2021   |
| 5    | 14   | 10. října 2021   | 23. ledna 2022     | 4. dubna 2022       | 4. července 2022    |
| 6    | 10   | 18. září 2022    | 20. listopadu 2022 | 10. dubna 2023      | 12. června 2023     |